# محمد أبو شادي
محمد أبو شادي (مواليد 13 مارس 1951) بالقاهرة، هو وزير التموين في حكومة حازم الببلاوي، منذ 16 يوليو 2013.

## حياته
رئيس قسم الاقتصاد والمالية بأكاديمية الشرطة، ومساعد وزير الداخلية لمباحث التموين سابقاً، ورئيس قطاع التجارة الداخلية بوزارة التجارة والصناعة أثناء تولي رشيد محمد رشيد حقيبتها، وكان مستشار لوزارة التموين في وزارة جودة عبد الخالق، وهو من رشحه للمنصب بعد اعتذاره، في 16 يوليو 2013.

## التاريخ الانتخابي
كان أبو شادي مرشح في انتخابات مجلس الشعب المصري 2010، دائرة الجمالية، عن الحزب الوطني الديمقراطي، إلا أنه لم يفز، فترشح مستقلاً ولم يفز أيضاً.